# All the Lovers
All the Lovers ist ein Lied der australischen Sängerin Kylie Minogue und war die erste Single von ihrem elften Studioalbum Aphrodite. Das Lied wurde am 11. Juni 2010 in Deutschland veröffentlicht.

## Erfolg
„All the Lovers“ wurde von dem englischen Duo Kish Mauve geschrieben und war einer der letzten Songs, die für das Album fertiggestellt wurden. Minogue wählte das Lied als erste Single für das Album, da es die euphorische Grundstimmung des Werks perfekt widerspiegle. Der Text des Lieds ist eine Einladung auf die Tanzfläche und vergleicht vorherige Beziehungen mit einem jetzigen Liebhaber. „All the Lovers“ wurde erstmals von Kylie Minogue auf ihrer Webseite vorgestellt, wo sie einen Clip mit dem Artwork des Albums hochlud, in dem der Instrumentalteil der Bridge von „All the Lovers“ zu hören ist. Kritiker verglichen das Lied mit Minogues Lied „I Believe in You“. „Der Song glänzt durch einen Ohrwurm-Refrain und könnte wieder ein veritabler Hit für die gebürtige Australierin werden“, so Tanja Kraus von CDStarts.

## Musikvideo
Das Musikvideo zu „All the Lovers“ wurde von Joseph Khan in Los Angeles gedreht. Das Thema des Videos wurde von den Bildern des US-amerikanischen Fotografen Spencer Tunick inspiriert. Das Video beginnt mit einem Flashmob von Menschen, die alles, was sie halten, fallen lassen und beginnen, sich auszuziehen. Sie fangen an, sich zu küssen und bilden einen Berg aus Menschen, aus dem im Refrain des Lieds Kylie Minogue hervorgehoben wird. Der Berg wird im Laufe des Videos immer größer. In der Bridge des Albums galoppiert ein weißes Pferd durch die Straßen zwischen den sich küssenden Paaren hindurch. Um die Gebäude der Stadt fliegen riesige weiße Gebilde, unter anderem Marshmallows und ein Elefant.